# Félix Mathey
 Félix Mathey , né le 4 octobre 1887 à Paris IVe et mort le 15 septembre 1968 à Malakoff (Hauts-de-Seine), est un ancien champion d’athlétisme également connu pour sa contribution au développement du sport féminin au sein des patronages entre les deux guerres.

## Carrière sportive
Félix Mathey, est un des premiers grands champions de l’Union des sociétés de gymnastique et d’instruction militaire des patronages et œuvres de jeunesse de France (USGIMPOJF), organisation sportive créée en 1898 qui a précédé la Fédération gymnastique et sportive des patronages de France (FGSPF). Il remporte son premier prix de gymnastique comme pupille du CA Rosaire en 1898 et est ensuite huit fois champion fédéral à la longueur, en hauteur et à la perche. Champion militaire aux deux dernières en 1908 puis diplômé de l'École normale militaire de gymnastique de Joinville, il abandonne alors son métier de comptable pour enseigner le sport à l’École spéciale militaire de Saint-Cyr puis à l’École nationale des sous-officiers d'active de Saint-Maixent.
Il se marie en 1911 et poursuit sa carrière sportive au CASG où il remporte la même année le meeting international de l'US Métro en franchissant 1,78 mètre. En 1916 il détient deux des meilleures performances françaises de l’année avec 1,81 mètre en hauteur et 3,50 mètre à la perche et avec respectivement 0,11 mètre et 0,40 mètre d'avance sur ses concurrents immédiats. La suppression des Jeux cette année-là l'a donc privé d'une grande carrière internationale. Cependant après la guerre il termine encore, à 36 ans, second de France-Angleterre derrière Zwalhen le 29 juillet 1923 à Pershing.

## Un militant de l’éducation physique  féminine
Lorsque sœur Roussel, fille de la Charité, demande à la FGSPF en 1919 un moniteur présentant toutes garanties techniques et morales pour assurer l’éducation physique des Enfants de Marie du Raincy c’est lui que celle-ci lui délègue. Son arrivée marque les débuts de la Stella Raincéenne et il prend en charge dès l’année suivante une seconde société parisienne, la Tour d’Auvergne. D'autres associations émergent rapidement : le Chardonnet, les Libellules de Saint-Mandé, les Fauvettes montmartroises, les Libellules de Clamart, les Marines de Saint-Roch, etc.
Nommé directeur technique du Rayon sportif féminin en 1923 il le reste jusqu’à sa retraite, organisant entre autres la fête annuelle des sociétés parisiennes, le plus souvent au Raincy. Celles-ci sont fortement marquées d’une empreinte militaire qui perdure à travers les défilés et les exercices d’ensemble. Mathey est également à l’origine d’une formation des monitrices, domiciliée dans les maisons des Sœurs de la rue de l'Abbaye et de la rue Oudinot.

## Reconnaissance
La reconnaissance de ses compétences en matière d’encadrement des activités physiques féminines lui vaut d’être appelé au Conseil supérieur de l'éducation physique le 8 octobre 1934.
Félix Mathey est titulaire de la médaille d'or de l'éducation physique, de la médaille d'honneur du travail et chevalier des Palmes académiques.

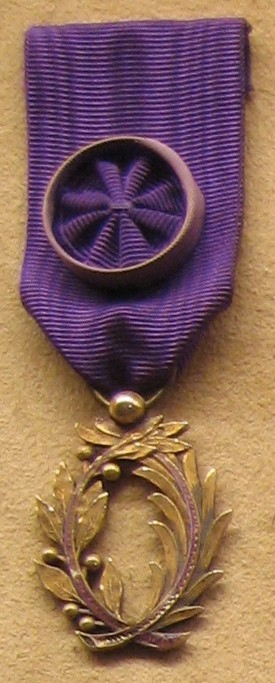
médaille d'officier des palmes académiques
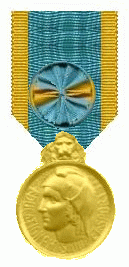
médaille d’or de la jeunesse et des sports
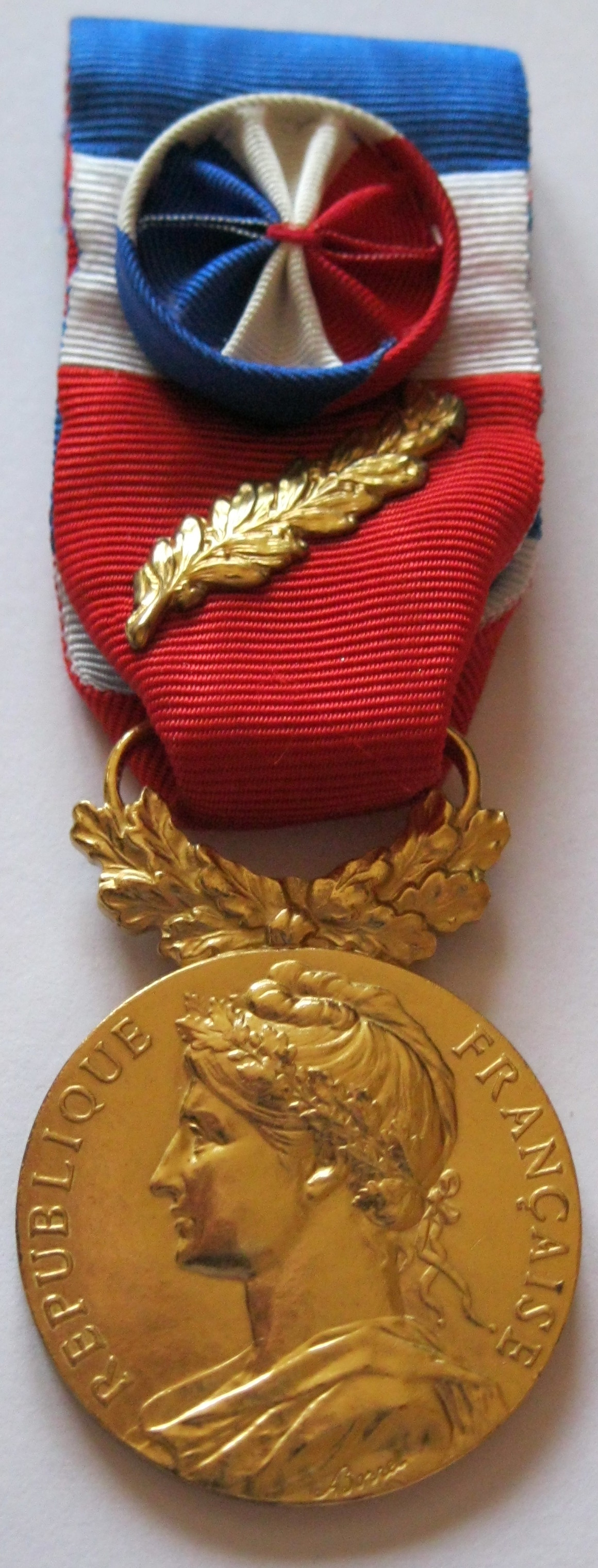
Médaille d'or du travail